# Gliese 38
Gliese 38 is een type M hoofdreeks, gelegen in het sterrenbeeld Cassiopeia op 61,9 lichtjaar van de Zon.